# Uriella
Uriella, eigentlich Erika Hedwig Bertschinger-Eicke (* 20. Februar 1929 als Erika Hedwig Gessler in Zürich; † 24. Februar 2019 in Ibach im Schwarzwald), war die Gründerin und das Oberhaupt der neureligiösen Bewegung Fiat Lux. Sie verstand sich als Sprachrohr Jesu; ihre Anhänger sehen sie als Wunderheilerin und behaupten, sie habe über magische Kräfte verfügt.

## Leben
Erika Gessler hatte schon früh Kontakte zur Geistigen Loge Zürich und zu neuen religiösen Gemeinschaften im Vereinigten Königreich und in den Vereinigten Staaten. Nach einem Reitunfall im Jahr 1973, bei dem sie schwere Kopfverletzungen erlitten hatte, behauptete sie, hellsehend zu sein. Am Weihnachtstag 1975 soll sie im «Lichtzentrum Bethanien» in der Schweiz in Tieftrance eine erste Offenbarung empfangen haben.

### Fiat Lux
Nachdem ihr erster Mann gestorben war, gründete sie am 12. Januar 1980 in Egg (Kanton Zürich) den «Orden» Fiat Lux und ein «Heiligtum» als zentralen Versammlungsort für ihre Anhänger. Hier trat sie das erste Mal als «Uriella» in Gottesdiensten auf. Sie verstand sich als direktes Sprachrohr Jesu Christi und gab ihre Offenbarungen weiter. Der Erzengel Uriel betreue neben Jesus Christus auch sie selbst und sei ihr schon viele Male in ihrem Wohnzimmer erschienen. Inzwischen ist das «Heiligtum» als Ausgangs- und Zentralpunkt der Bewegung nach Ibach/Lindau im Schwarzwald verlegt worden.
Anfang der 1990er Jahre erreichten Fiat Lux und damit auch Uriella den Höhepunkt ihrer Bekanntheit. Zu dieser Zeit hatte der «Orden» eine Mitgliederzahl von rund 1000 Personen. Darüber hinaus erlangte Uriella durch ihr von Aussenstehenden als skurril empfundenes Auftreten grosses öffentliches Interesse, auch ausserhalb ihrer Anhänger: Wie alle Mitglieder von Fiat Lux trug sie stets weisse Kleider, jedoch übertrieben mit Stickereien, Spitzen und glitzernden Steinen verziert, dazu eine schwarze Perücke, darauf ein Diadem und weiteren Schmuck. Offizielle Fotos zeigten sie häufig mit entrücktem Lächeln vor Heiligenfiguren oder Arrangements aus künstlichen Blumen. Uriella und ihr vierter Ehemann Eberhard Bertschinger-Eicke (* 29. August 1940), genannt «Icordo», waren zu dieser Zeit sehr präsent in den Medien und traten häufig in Talkshows auf, wobei sie als seltsame, nicht recht ernstzunehmende Gestalten präsentiert wurden, ihre Gedanken aber dennoch mit grosser Standhaftigkeit vertraten. Der Fernsehmoderator Roger Schawinski, in dessen Sendungen das Paar mehrmals zu Gast war, meinte zu dieser ambivalenten Rolle Uriellas: «Sie war eine einmalige Figur, mit ihrem Ornat, ihrem entrücktem Auftritt – und sie brachte wahnsinnige Einschaltquoten. […] Für 99 Prozent war sie eine Witzfigur. Sie selber hoffte wohl, im verbleibenden einen Prozent neue Anhänger gewinnen zu können.»
Die Lehre von Fiat Lux beruht auf den Offenbarungen von Uriella, die sie von Jesus oder Maria erhalten haben will und in der Ich-Form vortrug. Diese Kundgaben sollen einen tieferen Einblick in Gottes Pläne vermitteln und zur Umkehr vor dem Weltende anleiten. Die Lehre besteht aus einer Mischung von Reinkarnationslehre, Karmadenken, Farbenlehre, spiritistischen Quellen, alternativer Medizin, ökologischen Ideen, dem Reichsflugscheibenmythos und anderem mehr. «Fiat-Lux»-Träger kleiden sich in Weiss, da diese Farbe den Strahl Luzifers («Schamanah») abwehre.
Uriella vertrat die Ansicht, dass das Ende der Welt nahe sei. Die Anhänger von «Fiat Lux» würden jedoch von unbemannten Raumschiffen gerettet werden. Bereits für den August 1998 wurde der Weltuntergang vorhergesagt. Diese und andere Aussagen, die medial aufgegriffen wurden, sowie Auftritte in Talkshows machten sie zu einem der wohl bekanntesten Gesichter von Sekten im deutschsprachigen Raum.
Uriella verbot ihren Klienten Arztbesuche, so dass zwei von ihnen starben. Wegen der Anwendung unregistrierter Heilmittel, verbotenen Versandhandels sowie Steuerhinterziehung musste sich Uriella in den 1990er-Jahren mehrmals vor Gericht verantworten.

### Krankheit und Tod
Am 8. März 2007 verneinte Uriellas vierter Ehemann Eberhard Bertschinger Eicke bei Radio Top (Winterthur) Vermutungen, wonach Uriella während der letzten Jahre schwer erkrankt sei. Sie erhole sich von einer Kieferhöhlenentzündung, werde bald wieder öffentlich in Erscheinung treten und «noch zu ihren Lebzeiten den neuen Äon erleben». Am 23. April 2009 tauchten interne Faxpapiere auf, die besagten, dass Uriella schwer krank sei. Als Folge sollen viele Anhänger die Bewegung verlassen haben, so dass diese zu jenem Zeitpunkt nur noch weniger als hundert Mitglieder gezählt habe. Eines ihrer letzten Lebenszeichen ist eine schriftliche Stellungnahme mit ihrer und der Unterschrift ihres Mannes, datiert vom Sommer 2011.
Im August 2012 bestätigte Uriellas Ehemann, dass sie schwer krank sei; zwei Jahre später nannte er in einem Interview Lähmung und Bettlägerigkeit. Im August 2015 gab es wieder ein Lebenszeichen von ihr: In der Boulevardzeitung Blick verteidigte sie in einem Brief einen mutmasslichen Kinderschänder.
Anfang 2016 meldeten mehrere Medien, Uriella sei in Folge der Nervenkrankheit Amyotrophe Lateralsklerose (ALS) fast völlig gelähmt und leide an starken Schmerzen. Dennoch soll sie, so ihre wenigen verbliebenen Anhänger, geistig klar gewesen sein und weiterhin das Gedankengut der Gruppe geprägt haben.
Sie starb am 24. Februar 2019, vier Tage nach ihrem 90. Geburtstag, in Ibach. Dort wurde sie auch bestattet.

## Publikationen
- Als Uriella Erika Bertschinger Eicke: Wundersame Geistheilungen. Ein Geschenk des Himmels. Books on Demand, Norderstedt 2018, ISBN 978-3-7481-8544-4.